# Списак епизода серије Жигосани у рекету

Жигосани у рекету је српска телевизијска серија из 2018 године. Први део прве сезоне емитован је од 1. новембра 2018. године на мрежи Топ, а други део је емитован од 28. марта 2019. године на мрежи Нова С. Први део друге сезоне је емитован од 14. новембра 2019, а други део је емитован од 30 октобра 2020. године на мрежи Нова С.

## Преглед серије
| Сезона | Сезона | Епизоде | Епизоде | Оригинално емитовање | Оригинално емитовање |
| Сезона | Сезона | Епизоде | Епизоде | Премијера            | Финале               |
| ------ | ------ | ------- | ------- | -------------------- | -------------------- |
|        | 1.     | 44      | 44      | 1. новембар 2018.    | 14. јун 2019.        |
|        | 2.     | 44      | 44      | 14. новембар 2019.   | 13. јануар 2021.     |

## Епизоде

### 1. сезона (2018−19)
| Бр. еп. (укупно) | Бр. еп. (у сезони) | Наслов       | Редитељ                                | Сценариста                                                                                                  | Премијера          |
| ---------------- | ------------------ | ------------ | -------------------------------------- | --- | ------------------ |
| 1                | 1                  | Епизода 1.1  | Данило Бећковић                        | Душан Булић, Антонио Габелић, Саша Подгорелец, Коста Пешевски и Владимир Кецмановић                         | 1. новембар 2018.  |
| 2                | 2                  | Епизода 1.2  | Данило Бећковић и Срђан Спасић         | Душан Булић, Антонио Габелић, Саша Подгорелец, Марко Манојловић и Коста Пешевски                            | 2. новембар 2018.  |
| 3                | 3                  | Епизода 1.3  | Данило Бећковић и Срђан Спасић         | Душан Булић, Антонио Габелић, Саша Подгорелец, Марко Манојловић и Коста Пешевски                            | 8. новембар 2018.  |
| 4                | 4                  | Епизода 1.4  | Данило Бећковић и Срђан Спасић         | Душан Булић, Антонио Габелић, Саша Подгорелец, Марко Манојловић и Коста Пешевски                            | 9. новембар 2018.  |
| 5                | 5                  | Епизода 1.5  | Данило Бећковић и Срђан Спасић         | Душан Булић, Антонио Габелић, Саша Подгорелец, Марко Манојловић и Коста Пешевски                            | 15. новембар 2018. |
| 6                | 6                  | Епизода 1.6  | Данило Бећковић и Срђан Спасић         | Душан Булић, Антонио Габелић, Саша Подгорелец, Марко Манојловић и Коста Пешевски                            | 16. новембар 2018. |
| 7                | 7                  | Епизода 1.7  | Данило Бећковић и Срђан Спасић         | Душан Булић, Антонио Габелић, Саша Подгорелец, Марко Манојловић и Коста Пешевски                            | 22. новембар 2018. |
| 8                | 8                  | Епизода 1.8  | Данило Бећковић и Срђан Спасић         | Душан Булић, Антонио Габелић, Саша Подгорелец, Марко Манојловић и Коста Пешевски                            | 23. новембар 2018. |
| 9                | 9                  | Епизода 1.9  | Данило Бећковић и Срђан Спасић         | Душан Булић, Антонио Габелић, Саша Подгорелец, Марко Манојловић и Коста Пешевски                            | 29. новембар 2018. |
| 10               | 10                 | Епизода 1.10 | Данило Бећковић и Срђан Спасић         | Душан Булић, Антонио Габелић, Саша Подгорелец, Марко Манојловић и Коста Пешевски                            | 30. новембар 2018. |
| 11               | 11                 | Епизода 1.11 | Данило Бећковић и Небојша Радосављевић | Душан Булић, Антонио Габелић, Саша Подгорелец, Марко Манојловић и Коста Пешевски                            | 6. децембар 2018.  |
| 12               | 12                 | Епизода 1.12 | Данило Бећковић и Небојша Радосављевић | Душан Булић, Антонио Габелић, Саша Подгорелец, Марко Манојловић и Коста Пешевски                            | 7. децембар 2018.  |
| 13               | 13                 | Епизода 1.13 | Данило Бећковић и Небојша Радосављевић | Душан Булић, Антонио Габелић, Саша Подгорелец, Марко Манојловић и Коста Пешевски                            | 13. децембар 2018. |
| 14               | 14                 | Епизода 1.14 | Данило Бећковић и Небојша Радосављевић | Душан Булић, Антонио Габелић, Саша Подгорелец, Марко Манојловић и Коста Пешевски                            | 14. новембар 2018. |
| 15               | 15                 | Епизода 1.15 | Данило Бећковић и Небојша Радосављевић | Душан Булић, Антонио Габелић, Саша Подгорелец, Марко Манојловић и Коста Пешевски                            | 20. децембар 2018. |
| 16               | 16                 | Епизода 1.16 | Данило Бећковић и Никола Ђуричко       | Душан Булић, Антонио Габелић, Саша Подгорелец, Марко Манојловић и Коста Пешевски                            | 21. децембар 2018. |
| 17               | 17                 | Епизода 1.17 | Данило Бећковић и Никола Ђуричко       | Душан Булић, Антонио Габелић, Саша Подгорелец, Марко Манојловић и Коста Пешевски                            | 27. децембар 2018. |
| 18               | 18                 | Епизода 1.18 | Данило Бећковић и Никола Ђуричко       | Душан Булић, Антонио Габелић, Саша Подгорелец, Марко Манојловић и Коста Пешевски                            | 28. децембар 2018. |
| 19               | 19                 | Епизода 1.19 | Данило Бећковић и Никола Ђуричко       | Душан Булић, Антонио Габелић, Саша Подгорелец, Марко Манојловић и Коста Пешевски                            | 3. јануар 2019.    |
| 20               | 20                 | Епизода 1.20 | Данило Бећковић и Никола Ђуричко       | Душан Булић, Антонио Габелић, Саша Подгорелец, Марко Манојловић и Коста Пешевски                            | 4. јануар 2019.    |
| 21               | 21                 | Епизода 1.21 | Данило Бећковић и Ненад Павловић       | Душан Булић, Антонио Габелић, Саша Подгорелец, Марко Манојловић, Милан Коњевић, Марко Поповић и Ранко Божић | 28. март 2019.     |
| 22               | 22                 | Епизода 1.22 | Данило Бећковић и Ненад Павловић       | Душан Булић, Антонио Габелић, Саша Подгорелец, Марко Манојловић, Милан Коњевић, Марко Поповић и Ранко Божић | 29. март 2019.     |
| 23               | 23                 | Епизода 1.23 | Данило Бећковић и Ненад Павловић       | Душан Булић, Антонио Габелић, Саша Подгорелец, Марко Манојловић, Милан Коњеви, Марко Поповић и Ранко Божић  | 4. април 2019.     |
| 24               | 24                 | Епизода 1.24 | Данило Бећковић и Ненад Павловић       | Душан Булић, Антонио Габелић, Саша Подгорелец, Марко Манојловић, Милан Коњеви, Марко Поповић и Ранко Божић  | 5. април 2019.     |
| 25               | 25                 | Епизода 1.25 | Данило Бећковић и Ненад Павловић       | Душан Булић, Антонио Габелић, Саша Подгорелец, Марко Манојловић, Милан Коњеви, Марко Поповић и Ранко Божић  | 11. април 2019.    |
| 26               | 26                 | Епизода 1.26 | Данило Бећковић и Мирослав Лекић       | Душан Булић, Антонио Габелић, Саша Подгорелец, Марко Манојловић, Милан Коњеви, Марко Поповић и Ранко Божић  | 12. април 2019.    |
| 27               | 27                 | Епизода 1.27 | Данило Бећковић и Мирослав Лекић       | Душан Булић, Антонио Габелић, Саша Подгорелец, Марко Манојловић, Милан Коњеви, Марко Поповић и Ранко Божић  | 18. април 2019.    |
| 28               | 28                 | Епизода 1.28 | Данило Бећковић и Мирослав Лекић       | Душан Булић, Антонио Габелић, Саша Подгорелец, Марко Манојловић, Милан Коњеви, Марко Поповић и Ранко Божић  | 19. април 2019.    |
| 29               | 29                 | Епизода 1.29 | Данило Бећковић и Мирослав Лекић       | Душан Булић, Антонио Габелић, Саша Подгорелец, Марко Манојловић, Милан Коњеви, Марко Поповић и Ранко Божић  | 25. април 2019.    |
| 30               | 30                 | Епизода 1.30 | Небојша Радосављевић                   | Душан Булић, Антонио Габелић, Саша Подгорелец, Марко Манојловић, Милан Коњеви, Марко Поповић и Ранко Божић  | 26. март 2019.     |
| 31               | 31                 | Епизода 1.31 | Данило Бећковић и Мирослав Лекић       | Душан Булић, Антонио Габелић, Саша Подгорелец, Марко Манојловић, Милан Коњеви, Марко Поповић и Ранко Божић  | 2. мај 2019.       |
| 32               | 32                 | Епизода 1.32 | Данило Бећковић и Мирослав Лекић       | Душан Булић, Антонио Габелић, Саша Подгорелец, Марко Манојловић, Милан Коњеви, Марко Поповић и Ранко Божић  | 3. мај 2019.       |
| 33               | 33                 | Епизода 1.33 | Данило Бећковић и Никола Ђуричко       | Душан Булић, Антонио Габелић, Саша Подгорелец, Марко Манојловић, Милан Коњеви, Марко Поповић и Ранко Божић  | 9. мај 2019.       |
| 34               | 34                 | Епизода 1.34 | Данило Бећковић и Небојша Радосављевић | Душан Булић, Антонио Габелић, Саша Подгорелец, Марко Манојловић, Милан Коњеви, Марко Поповић и Ранко Божић  | 10. мај 2019.      |
| 35               | 35                 | Епизода 1.35 | Данило Бећковић и Ненад Павловић       | Душан Булић, Антонио Габелић, Саша Подгорелец, Марко Манојловић, Милан Коњеви, Марко Поповић и Ранко Божић  | 16. мај 2019.      |
| 36               | 36                 | Епизода 1.36 | Данило Бећковић и Мирослав Лекић       | Душан Булић, Антонио Габелић, Саша Подгорелец, Марко Манојловић, Милан Коњеви, Марко Поповић и Ранко Божић  | 17. мај 2019.      |
| 37               | 37                 | Епизода 1.37 | Данило Бећковић и Никола Ђуричко       | Душан Булић, Антонио Габелић, Саша Подгорелец, Марко Манојловић, Милан Коњеви, Марко Поповић и Ранко Божић  | 23. мај 2019.      |
| 38               | 38                 | Епизода 1.38 | Данило Бећковић и Небојша Радосављевић | Душан Булић, Антонио Габелић, Саша Подгорелец, Марко Манојловић, Милан Коњеви, Марко Поповић и Ранко Божић  | 24. мај 2019.      |
| 39               | 39                 | Епизода 1.39 | Данило Бећковић                        | Душан Булић, Антонио Габелић, Саша Подгорелец, Марко Манојловић, Милан Коњеви, Марко Поповић и Ранко Божић  | 30. мај 2019.      |
| 40               | 40                 | Епизода 1.40 | Данило Бећковић и Небојша Радосављевић | Душан Булић, Антонио Габелић, Саша Подгорелец, Марко Манојловић, Милан Коњеви, Марко Поповић и Ранко Божић  | 31. мај 2019.      |
| 41               | 41                 | Епизода 1.41 | Данило Бећковић                        | Душан Булић, Антонио Габелић, Саша Подгорелец, Марко Манојловић, Милан Коњеви, Марко Поповић и Ранко Божић  | 6. јун 2019.       |
| 42               | 42                 | Епизода 1.42 | Данило Бећковић                        | Душан Булић, Антонио Габелић, Саша Подгорелец, Марко Манојловић, Милан Коњеви, Марко Поповић и Ранко Божић  | 7. јун 2019.       |
| 43               | 43                 | Епизода 1.43 | Данило Бећковић и Небојша Радосављевић | Душан Булић, Антонио Габелић, Саша Подгорелец, Марко Манојловић, Милан Коњеви, Марко Поповић и Ранко Божић  | 13. јун 2019.      |
| 44               | 44                 | Епизода 1.44 | Данило Бећковић и Небојша Радосављевић | Душан Булић, Антонио Габелић, Саша Подгорелец, Марко Манојловић, Милан Коњеви, Марко Поповић и Ранко Божић  | 14. јун 2019.      |

### 2. сезона (2019−20)
| Бр. еп. (укупно) | Бр. еп. (у сезони) | Наслов                                                        | Редитељ                                             | Сценариста | Премијера          |
| ---------------- | ------------------ | ------------------------------------------------------------- | --------------------------------------------------- | --- | ------------------ |
| 45               | 1                  | Дамиров нож у леђа Воји                                       | Данило Бећковић и Небојша Радосављевић              | Марко Савић,Саша Подгорелец,Даница Пајовић, Филип Вујошевић, Маја Тодоровић, Сташа Бајац, Маријана Чулић, Душан Булић, Антонио Габелић, Дејан Стојиљковић, Иван Јовић, Ђорђе Војводић, Небојша Радосављевић, Данило Бећковић | 14. новембар 2019. |
| 46               | 2                  | Велики рат око Флеша                                          | Данило Бећковић и Небојша Радосављевић              | Марко Савић Саша Подгорелец Даница Пајовић Филип Вујошевић Маја Тодоровић Сташа Бајац Маријана Чулић Душан Булић Антонио Габелић Дејан Стојиљковић Иван Јовић Ђорђе Војводић Небојша Радосављевић Данило Бећковић            | 15. новембар 2019. |
| 47               | 3                  | Крешо наговара Воју да се врати натраг у игру                 | Данило Бећковић и Небојша Радосављевић              | Марко Савић Саша Подгорелец Даница Пајовић Филип Вујошевић Маја Тодоровић Сташа Бајац Маријана Чулић Душан Булић Антонио Габелић Дејан Стојиљковић Иван Јовић                                                                | 21. новембар 2019. |
| 48               | 4                  | Крешо напушта Радник; Војин први ударац Дамиру                | Данило Бећковић и Небојша Радосављевић              | Марко Савић Саша Подгорелец Даница Пајовић Филип Вујошевић Маја Тодоровић Сташа Бајац Маријана Чулић Душан Булић Антонио Габелић Дејан Стојиљковић Иван Јовић                                                                | 22. новембар 2019. |
| 49               | 5                  | Нови планови и нови ударци                                    | Данило Бећковић и Небојша Радосављевић              | Марко Савић Саша Подгорелец Даница Пајовић Филип Вујошевић Маја Тодоровић Сташа Бајац Маријана Чулић Душан Булић Антонио Габелић Дејан Стојиљковић Иван Јовић                                                                | 28. новембар 2019. |
| 50               | 6                  | Проблеми са новим тренером; Воја тражи начин да ослаби Дамира | Данило Бећковић и Небојша Радосављевић              | Марко Савић Саша Подгорелец Даница Пајовић Филип Вујошевић Маја Тодоровић Сташа Бајац Маријана Чулић Душан Булић Антонио Габелић Дејан Стојиљковић Иван Јовић                                                                | 29. новембар 2019. |
| 51               | 7                  | Да ли се Воја намерио на јачега                               | Данило Бећковић и Небојша Радосављевић              | Марко Савић Саша Подгорелец Даница Пајовић Филип Вујошевић Маја Тодоровић Сташа Бајац Маријана Чулић Душан Булић Антонио Габелић Дејан Стојиљковић Иван Јовић                                                                | 5. децембар 2019.  |
| 52               | 8                  | Војини удари иза леђа Дамиру                                  | Данило Бећковић и Небојша Радосављевић              | Марко Савић Саша Подгорелец Даница Пајовић Филип Вујошевић Маја Тодоровић Сташа Бајац Маријана Чулић Душан Булић Антонио Габелић Дејан Стојиљковић Иван Јовић                                                                | 6. децембар 2019.  |
| 53               | 9                  | Нови пословни савез                                           | Данило Бећковић и Небојша Радосављевић              | Марко Савић Саша Подгорелец Даница Пајовић Филип Вујошевић Маја Тодоровић Сташа Бајац Маријана Чулић Душан Булић Антонио Габелић Дејан Стојиљковић Иван Јовић                                                                | 12. децембар 2019. |
| 54               | 10                 | Крешо у потрази за Лолом; Дамирови проблеми                   | Данило Бећковић и Небојша Радосављевић              | Марко Савић Саша Подгорелец Даница Пајовић Филип Вујошевић Маја Тодоровић Сташа Бајац Маријана Чулић Душан Булић Антонио Габелић Дејан Стојиљковић Иван Јовић                                                                | 13. децембар 2019. |
| 55               | 11                 | Крешо упада у невоље                                          | Данило Бећковић и Небојша Радосављевић              | Марко Савић Саша Подгорелец Даница Пајовић Филип Вујошевић Маја Тодоровић Сташа Бајац Маријана Чулић Душан Булић Антонио Габелић Дејан Стојиљковић Иван Јовић                                                                | 19. децембар 2019. |
| 56               | 12                 | Поновни сусрет                                                | Данило Бећковић и Небојша Радосављевић              | Марко Савић Саша Подгорелец Даница Пајовић Филип Вујошевић Маја Тодоровић Сташа Бајац Маријана Чулић Душан Булић Антонио Габелић Дејан Стојиљковић Иван Јовић                                                                | 20. децембар 2019. |
| 57               | 13                 | Неочекивана посета за Луку                                    | Ђорђе Војводић                                      | Марко Савић Саша Подгорелец Даница Пајовић Филип Вујошевић Маја Тодоровић Сташа Бајац Маријана Чулић Душан Булић Антонио Габелић Дејан Стојиљковић Иван Јовић                                                                | 26. децембар 2019. |
| 58               | 14                 | Нови цимер и његова тајна                                     | Ђорђе Војводић                                      | Марко Савић Саша Подгорелец Даница Пајовић Филип Вујошевић Маја Тодоровић Сташа Бајац Маријана Чулић Душан Булић Антонио Габелић Дејан Стојиљковић Иван Јовић                                                                | 27. децембар 2019. |
| 59               | 15                 | Порази и губици                                               | Ђорђе Војводић                                      | Марко Савић Саша Подгорелец Даница Пајовић Филип Вујошевић Маја Тодоровић Сташа Бајац Маријана Чулић Душан Булић Антонио Габелић Дејан Стојиљковић Иван Јовић                                                                | 2. јануар 2020.    |
| 60               | 16                 | Одлука је пред Луком                                          | Ђорђе Војводић                                      | Марко Савић Саша Подгорелец Даница Пајовић Филип Вујошевић Маја Тодоровић Сташа Бајац Маријана Чулић Душан Булић Антонио Габелић Дејан Стојиљковић Иван Јовић                                                                | 3. јануар 2020.    |
| 61               | 17                 | Нови Војин непријатељ                                         | Ђорђе Војводић                                      | Марко Савић Саша Подгорелец Даница Пајовић Филип Вујошевић Маја Тодоровић Сташа Бајац Маријана Чулић Душан Булић Антонио Габелић Дејан Стојиљковић Иван Јовић                                                                | 9. јануар 2020.    |
| 62               | 18                 | Жирафа је велики заводник                                     | Ђорђе Војводић                                      | Марко Савић Саша Подгорелец Даница Пајовић Филип Вујошевић Маја Тодоровић Сташа Бајац Маријана Чулић Душан Булић Антонио Габелић Дејан Стојиљковић Иван Јовић                                                                | 10. јануар 2020.   |
| 63               | 19                 | Крешо упада у проблеме                                        | Ђорђе Војводић Небојша Радосављевић Данило Бећковић | Марко Савић Саша Подгорелец Даница Пајовић Филип Вујошевић Маја Тодоровић Сташа Бајац Маријана Чулић Душан Булић Антонио Габелић Дејан Стојиљковић Иван Јовић                                                                | 16. јануар 2020.   |
| 64               | 20                 | Воју ће нешто опасно наљутити                                 | Ђорђе Војводић Небојша Радосављевић Данило Бећковић | Марко Савић Саша Подгорелец Даница Пајовић Филип Вујошевић Маја Тодоровић Сташа Бајац Маријана Чулић Душан Булић Антонио Габелић Дејан Стојиљковић Иван Јовић                                                                | 17. јануар 2020.   |
| 65               | 21                 | Страсни пољупци и неочекивана помирења                        | Ђорђе Војводић Небојша Радосављевић Данило Бећковић | Марко Савић Саша Подгорелец Даница Пајовић Филип Вујошевић Маја Тодоровић Сташа Бајац Маријана Чулић Душан Булић Антонио Габелић Дејан Стојиљковић Иван Јовић                                                                | 23. јануар 2020.   |
| 66               | 22                 | Ко је нови Војин савезник                                     | Ђорђе Војводић Небојша Радосављевић Данило Бећковић | Марко Савић Саша Подгорелец Даница Пајовић Филип Вујошевић Маја Тодоровић Сташа Бајац Маријана Чулић Душан Булић Антонио Габелић Дејан Стојиљковић Иван Јовић                                                                | 24. јануар 2020.   |
| 67               | 23                 | Крај једног а почетак новог сукоба                            | Ђорђе Војводић Небојша Радосављевић Данило Бећковић | Марко Савић Саша Подгорелец Даница Пајовић Филип Вујошевић Маја Тодоровић Сташа Бајац Маријана Чулић Душан Булић Антонио Габелић Дејан Стојиљковић Иван Јовић                                                                | 31. јануар 2020.   |
| 68               | 24                 | Воја избацује Дамира из игре                                  | Небојша Радосављевић Данило Бећковић                | Маја Тодоровић Душан Булић Марко Савић Данило Бећковић | 30. октобар 2020.  |
| 69               | 25                 | Ломови и проблеми                                             | Небојша Радосављевић Данило Бећковић                | Маја Тодоровић Душан Булић Марко Савић Данило Бећковић | 4. новембар 2020.  |
| 70               | 26                 | Медијски рат                                                  | Небојша Радосављевић Данило Бећковић                | Маја Тодоровић Душан Булић Марко Савић Данило Бећковић | 6. новембар 2020.  |
| 71               | 27                 | Градоначелник мора да реагује                                 | Небојша Радосављевић Данило Бећковић                | Маја Тодоровић Душан Булић Марко Савић Данило Бећковић | 11. новембар 2020. |
| 72               | 28                 | Како прекинути аферу                                          | Небојша Радосављевић Данило Бећковић                | Маја Тодоровић Душан Булић Марко Савић Данило Бећковић | 13. новембар 2020. |
| 73               | 29                 | Душан је спреман поделити тајну                               | Небојша Радосављевић Данило Бећковић                | Маја Тодоровић Душан Булић Марко Савић Данило Бећковић | 20. новембар 2020. |
| 73               | 30                 | Обруч око Акија и Луке се сужава                              | Небојша Радосављевић Данило Бећковић                | Маја Тодоровић Душан Булић Марко Савић Данило Бећковић | 25. новембар 2020. |
| 74               | 31                 | Забити нож у леђа                                             | Небојша Радосављевић Данило Бећковић                | Филип Вујошевић Маја Тодоровић Душан Булић Марко Савић Данило Бећковић | 27. новембар 2020. |
| 75               | 32                 | Проблеми расту                                                | Небојша Радосављевић Данило Бећковић                | Филип Вујошевић Маја Тодоровић Душан Булић Марко Савић Данило Бећковић | 2. децембар 2020.  |
| 76               | 33                 | Дан одлуке                                                    | Небојша Радосављевић Данило Бећковић                | Филип Вујошевић Маја Тодоровић Душан Булић Марко Савић Данило Бећковић | 4. децембар 2020.  |
| 77               | 34                 | Излаз за Ана Марију                                           | Небојша Радосављевић Данило Бећковић                | Филип Вујошевић Маја Тодоровић Душан Булић Марко Савић Данило Бећковић | 9. децембар 2020.  |
| 78               | 35                 | Битка живота                                                  | Небојша Радосављевић Данило Бећковић                | Филип Вујошевић Маја Тодоровић Душан Булић Марко Савић Данило Бећковић | 11. децембар 2020. |
| 79               | 36                 | Проблеми и притисци се нагомилавају                           | Небојша Радосављевић Данило Бећковић                | Филип Вујошевић Маја Тодоровић Душан Булић Марко Савић Данило Бећковић | 16. децембар 2020. |
| 80               | 37                 | Притисци власти све јачи                                      | Небојша Радосављевић Данило Бећковић                | Филип Вујошевић Маја Тодоровић Душан Булић Марко Савић Данило Бећковић | 18. децембар 2020. |
| 81               | 38                 | Лоше вести за клуб и играче                                   | Небојша Радосављевић Данило Бећковић                | Филип Вујошевић Маја Тодоровић Душан Булић Марко Савић Данило Бећковић | 23. децембар 2020. |
| 82               | 39                 | Извесна пропаст и медијски напад                              | Небојша Радосављевић Данило Бећковић                | Филип Вујошевић Маја Тодоровић Душан Булић Марко Савић Данило Бећковић | 25. децембар 2020. |
| 83               | 40                 | Хакерски напад                                                | Небојша Радосављевић Данило Бећковић                | Филип Вујошевић Маја Тодоровић Душан Булић Марко Савић Данило Бећковић | 30. децембар 2020. |
| 84               | 41                 | Ко стоји иза напада                                           | Небојша Радосављевић Данило Бећковић                | Филип Вујошевић Маја Тодоровић Душан Булић Марко Савић Данило Бећковић | 1. јануар 2021.    |
| 85               | 42                 | Воја је спреман на све                                        | Небојша Радосављевић Данило Бећковић                | Филип Вујошевић Маја Тодоровић Душан Булић Марко Савић Данило Бећковић | 6. јануар 2021.    |
| 86               | 43                 | Опроштајна утакмица                                           | Небојша Радосављевић Данило Бећковић                | Филип Вујошевић Маја Тодоровић Душан Булић Марко Савић Данило Бећковић | 8. јануар 2021.    |
| 87               | 44                 |                                                               | Небојша Радосављевић Данило Бећковић                | Филип Вујошевић Маја Тодоровић Душан Булић Марко Савић Данило Бећковић | 13. јануар 2021.   |